# Tradition sidérurgique dans le Châtillonnais
La tradition sidérurgique dans le Châtillonnais remonte au haut Moyen Âge. Dès le XVIIe siècle à l'instigation de Colbert des hauts fourneaux améliorent l'exploitation du minerai local à partir du bois de la forêt. Après une période de croissance intense qui assure un développement considérable de la région, l'apparition de la houille et l'épuisement du minerai local entraînent le déclin progressif de l'activité à la fin du XIXe siècle en dépit des tentatives de modernisation. De nombreux témoins architecturaux subsistent dont deux inscrits à l'inventaire des monuments historiques. 

## Repères historiques

### Du fer et du bois
L’exploitation du minerai local, identifiée dès le premier âge du fer, s'amplifie à l'époque gallo-romaine. Les premières formes de mécanisation du soufflage des foyers et du martelage apparaissent au Moyen Âge et dès le XVe siècle le haut-fourneau permet la réduction du minerai de fer en fonte. Celle-ci est ensuite convertie en fer doux dans des forges utilisant la force hydraulique ; les sites de production s’installent alors le long des cours d’eau et à proximité des forêts pour se procurer la force motrice et le charbon de bois, principal combustible. 
À la Révolution les maîtres de forges qui exploitent les usines en location profitent de la vente des biens nationaux pour en devenir propriétaires. Favorisée par les besoins des guerres de la Révolution et de l’Empire, l’industrie sidérurgique crée de nombreux emplois dans le Châtillonnais qui connaît un développement spectaculaire comme en témoigne l'édification d'imposants monuments publics et/ou religieux dans de nombreuses agglomérations au XIXe siècle.
Jean-Philippe Passaqui, dans une communication Mines et minières de Côte-d'Or au XIXe siècle résumant un mémoire de maîtrise soutenu en 1993, présente ainsi l'extraction du fer dans le Châtillonnais : 

« Au début du XIXe siècle [...] Cependant et paradoxalement, comme le minerai était abondant et ne suscitait aucune rivalité entre maîtres de forges, les archives restent muettes sur ces minières. Celles-ci étaient établies le long de la Côte châtillonnaise. Le minerai exploité, de type oolithique, se présentait sous forme de grains extrêmement fins qui correspondaient, d'un point de vue géologique, à l'étage oxfordien. Minerai de qualité très inégale, il comportait souvent, notamment dans les parties les plus fossilifères, des traces de phosphore affectant l'élaboration de la fonte.
Les principaux gîtes se situaient en retrait de la Côte, au sud par rapport au plateau. L'extraction se concentrait sur certains villages. Ainsi, les minières d'Étrochey alimentaient une dizaine de hauts-fourneaux différents. L'activité minière était aussi très soutenue à Louesme et Courban et, à la limite avec la Haute-Marne, près de Boudreville et Montigny-sur-Aube. »

### Opulence puis déclin
Sous la Restauration et le Second Empire, les maîtres de forge ont les moyens de financer la construction ou la restauration de nombreux châteaux (Rochefort-sur-Brevon et Ampilly-le-Sec sont de belles illustrations qui vaudraient le détour) et d'églises (deux architectes châtillonnais dont Tridon vont y faire fortune). Survivance d'un passé révolu, ces réalisations paraissent aujourd'hui somptueuses et surdimensionnées.
L'arrivée des forges "à l'anglaise" fonctionnant à la houille dont le routage augmente les coûts de revient entraîne le déclin du secteur à partir du milieu du XIXe siècle ; la création de trois lignes de chemin de fer convergeant vers Châtillon ne suffira pas à l'endiguer. Les vestiges d'établissements industriels et des logements ouvriers qui s'y rattachaient subsistent à Ampilly-le-Sec, Marcenay, Rochefort-sur-Brévon, Sainte-Colombe-sur-Seine et Vanvey. A Sainte-Colombe ainsi qu'à Chênecières perdure une certaine activité industrielle.

## Les maîtres de forge

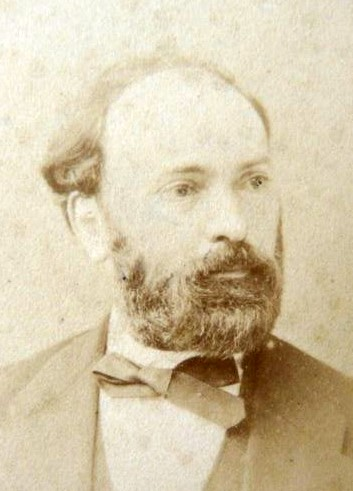
Louis-Paul Cailletet

Entre 1780 et 1820, on dénombre quatorze hauts-fourneaux auxquels sont liés une vingtaine d'ateliers d’exploitation. Sous l’ancien Régime, ceux-ci appartiennent aux abbayes ou à la noblesse locale qui les confient à des métayers afin d’assurer les besoins locaux : armement, outillage agricole, forestier et carrier, ferronnerie d’art … A la Révolution ces derniers disposent des moyens nécessaires au rachat de leurs outils de production qui bénéficient alors des commandes liées aux guerres révolutionnaires et napoléoniennes avant que la construction métallique et le développement du rail n’assure leur fortune dont témoignent les nombreux châteaux, lavoirs, cités ouvrières et églises construits ou rénovés par les « maîtres de forges » au XIXe siècle. L’épuisement du minerai local et la difficulté en approvisionnement auprès des charbonniers de la forêt de Châtillon à la fin du siècle entraîne une telle augmentation des coûts que leur activité entre en déclin. Parmi les maîtres des forges les plus notoires on relève :
La famille Godin, présente à Châtillon dès le XVIIe, qui y entre dans l’histoire du chauffage domestique avant d'émigrer dans l'Aisne et au Canada.
Le maréchal Marmont (1774-1852) qui transforme en 1822 le haut fourneau de Sainte-Colombe-sur-Seine édifié en 1776 en fonderie « à l'anglaise » fonctionnant à la houille.
Pierre-Nicolas Rolle (1770-1855), avocat, écrivain, bibliothécaire de la ville de Paris et copropriétaire des forges de Voulaines-les-Templiers.
Joseph Pétot (1788-1861), maître des forges de Veuxhaulles-sur-Aube, bâtisseur du château de Voulaines-les-Templiers et député de Côte-d'Or
Édouard Bougueret (1809-1888), maître de Forges à Voulaines-les-Templiers et directeur de la Société des forges de Châtillon-Commentry. Artisan de la participation des employés s aux bénéfices et à l'accession à la propriété.
Louis-Paul Cailletet (1832-1913) qui s'assure une réputation scientifique mondiale à partir des forges de Chênecières.

## Quelques sites remarquables
Parmi les nombreuses installations qui ont mallé le territoire on peut encore aisément identifier leur importance à :

### Ampilly-le-Sec

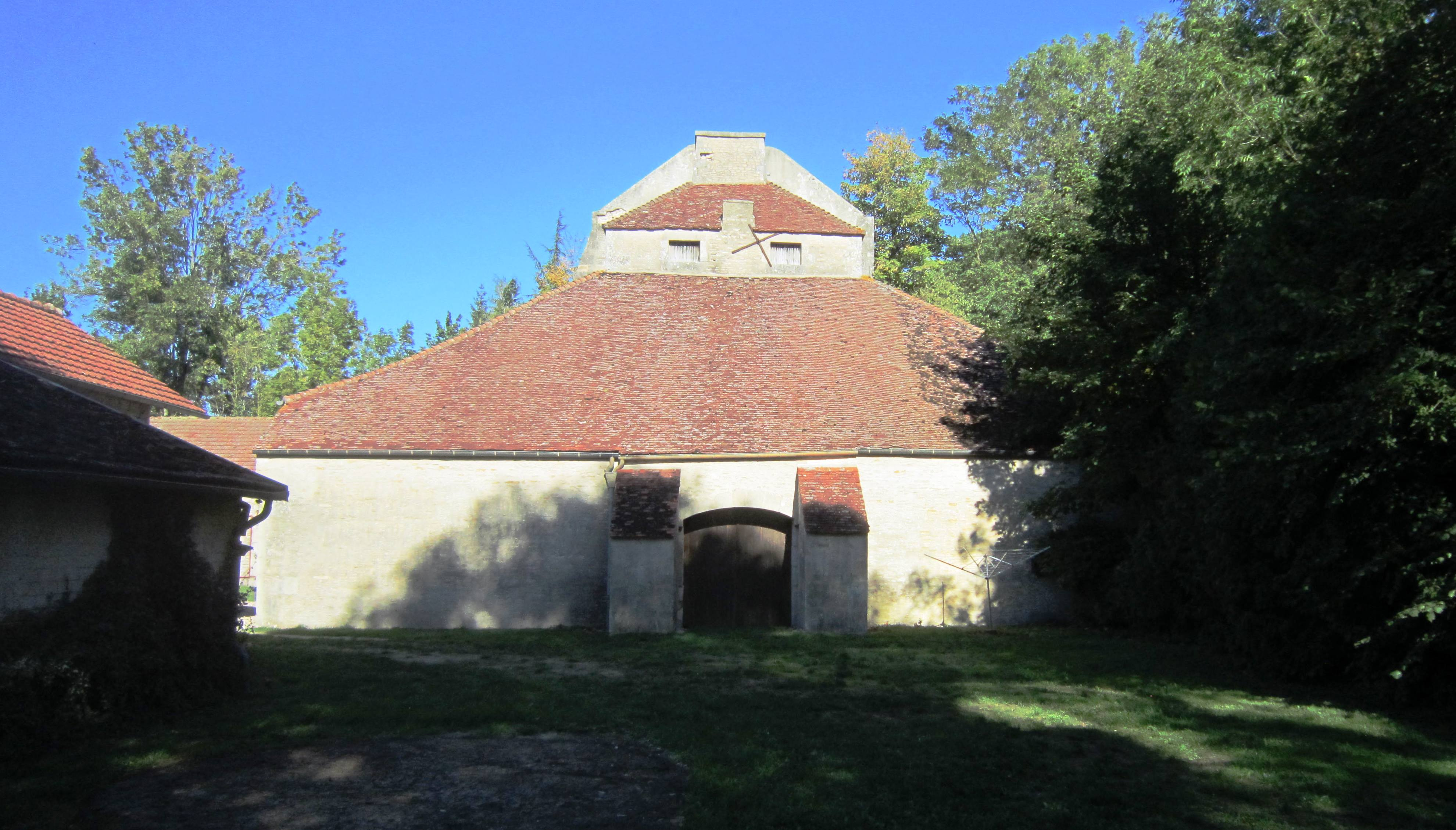
La forge d'Ampilly

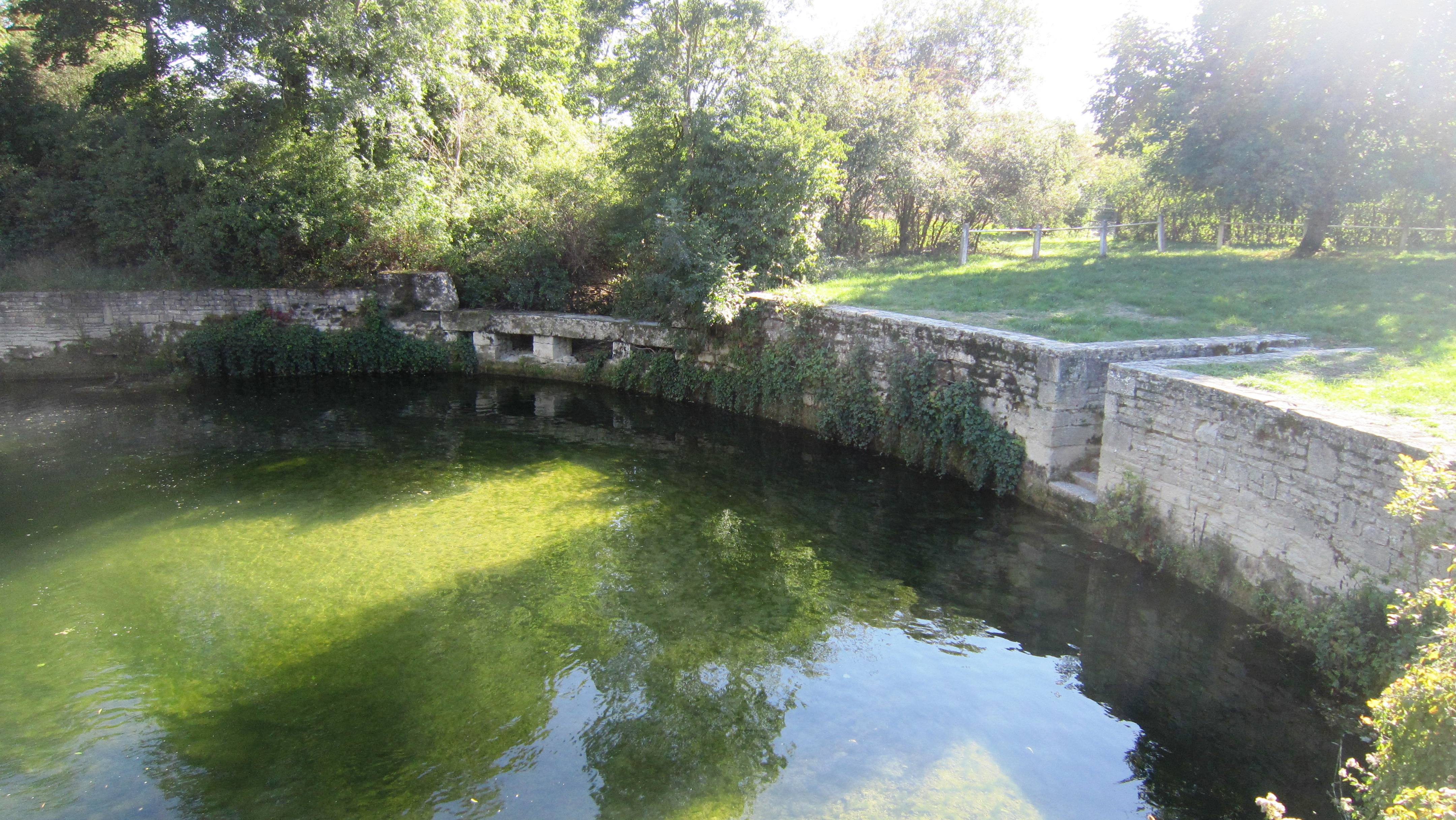
Le bassin de la forge d’Ampilly.

A Ampilly-le-Sec, un premier haut fourneau remplace en 1829 une forge du XVIe siècle. Alimenté en charbon de bois venu de la forêt de Châtillon-sur-Seine celui-ci produit en moyenne 1 000 tonnes de fonte par an avec du minerai d’Étrochey et de Poinçon-lès-Larrey. Il est remplacé en 1834 par une forge à l'anglaise, comportant six fours à puddler et deux trains de laminoirs pour une fabrication annuelle de 4 300 tonnes de fer. Une tréfilerie remplace ensuite cette forge et fonctionne jusqu'entre les deux guerres en utilisant l'eau de la Seine en dérivation pour faire tourner une roue hydraulique.
La tour du haut fourneau atteint 15,50 mètres avec des arcs-boutants pour supporter la charpente. Les ouvriers étaient logés à proximité immédiate. Le haut-fourneau y compris le bief de dérivation, les façades, toitures de la halle à charbon et des logements d'ouvriers sont inscrits à l'inventaire des monuments historiques par arrêté du 20 août 1986.

### Chenecières

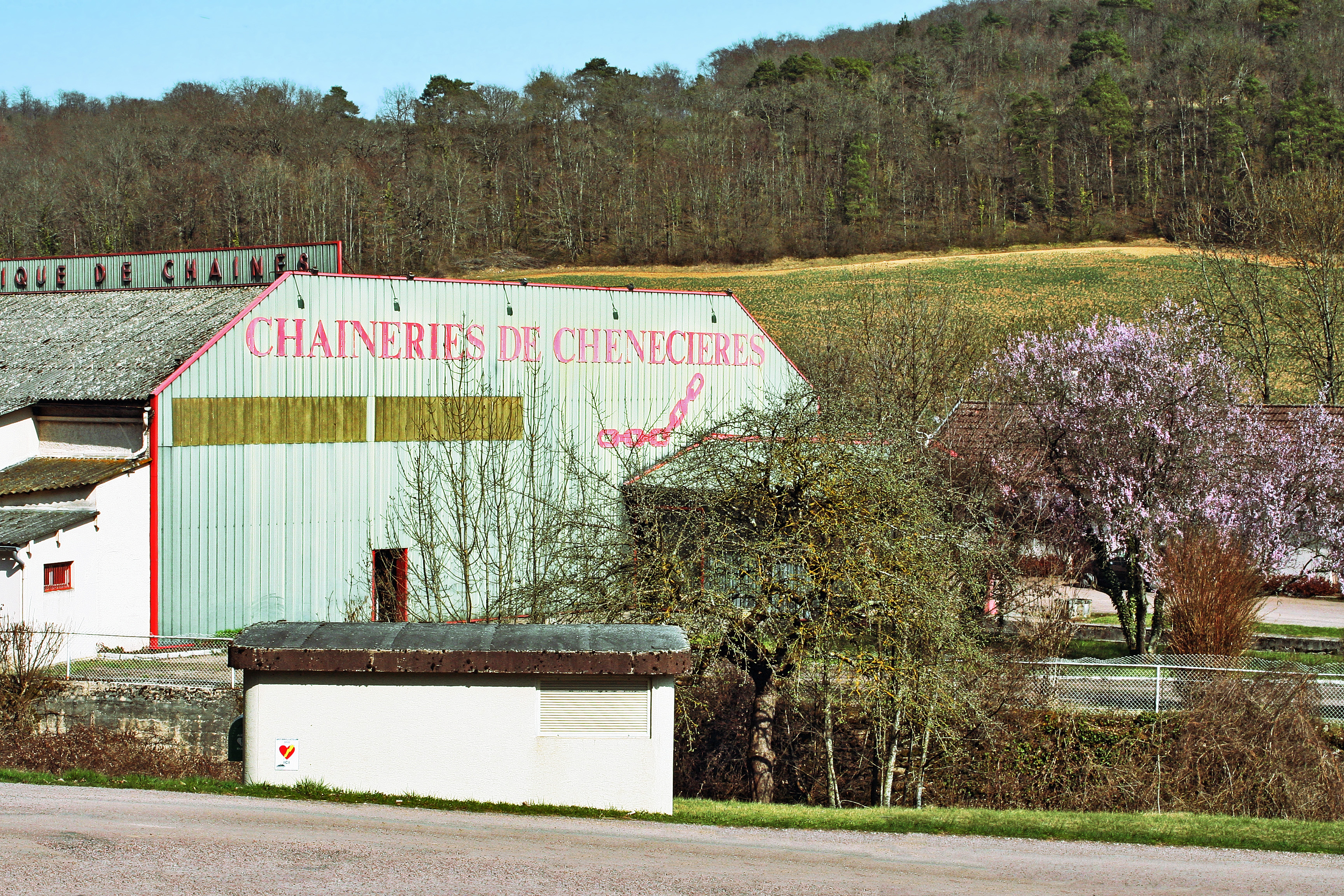
L'usine de chaînes de Chenecières.

Dès 1688 une grosse forge existe à Chenecières sur la commune de Saint-Marc-sur-Seine. Elle est équipée au cours du XVIIIe siècle d'un merlin hydraulique - ou "batterie" - qui perdure jusqu'en 1830. À partir de 1855, les nouveaux propriétaires transforment l'installation en tôlerie fonctionnant à la houille dont les laminoirs sont actionnés par une roue hydraulique de 60 CV et une machine à vapeur. Ceux-ci perdurent jusqu'en 1920.
Louis-Paul Cailletet qui en est propriétaire  de 1865 à 1886 y réalise en 1877 ses expériences sur la liquéfaction des gaz. En 1922, l'entreprise, reprise par messieurs Seytre et Godet, est affectée à la fabrication de chaînes soudées électriquement pour l'agriculture et la marine. Celle-ci perdure toujours.

### Marcenay

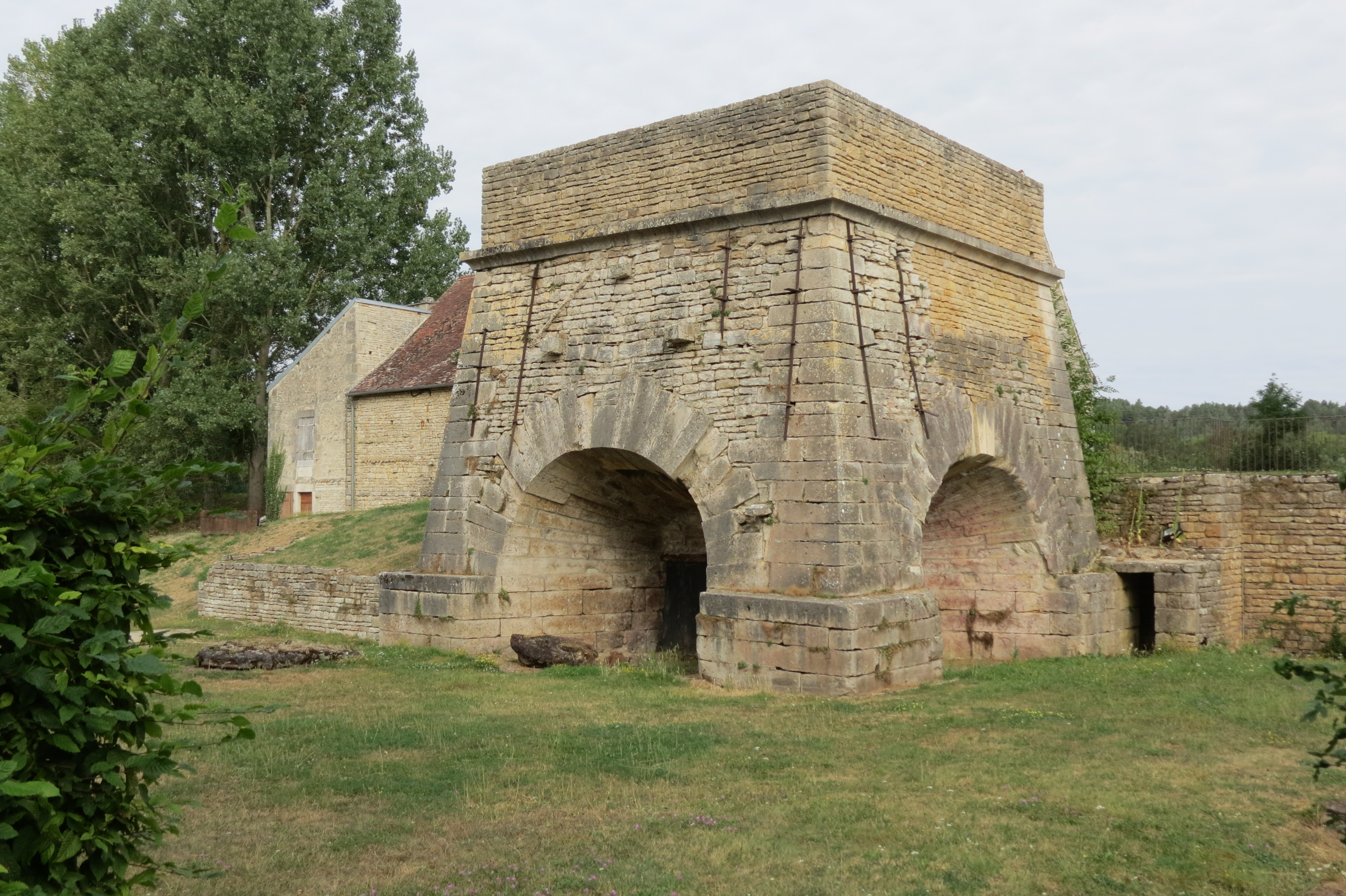
Le haut fourneau de Marcenay.

À Marcenay, la forge de l'abbaye de Molesme laisse place en 1742 à un haut fourneau fort bien conservé et rénové ainsi que sa halle à charbon, réhabilitée en magasin d'exposition des produits du Châtillonnais. Ce haut fourneau, le plus puissant de Bourgogne à la fin de l'ancien Régime, fonctionnait au charbon de bois extrait de la forêt proche et bénéficiait de la présence d'un abondant gisement de minerai de fer dans son voisinage. 
En 1778, il fabriquait jusqu'à 425 tonnes de fonte par an affinée ensuite dans les forges de Grancey-sur-Ource, Villotte, Champigny puis Sainte-Colombe à partir de 1830. Il s’éteint définitivement en 1866, la houille ayant supplanté le charbon de bois.

### Rochefort-sur-Brévon

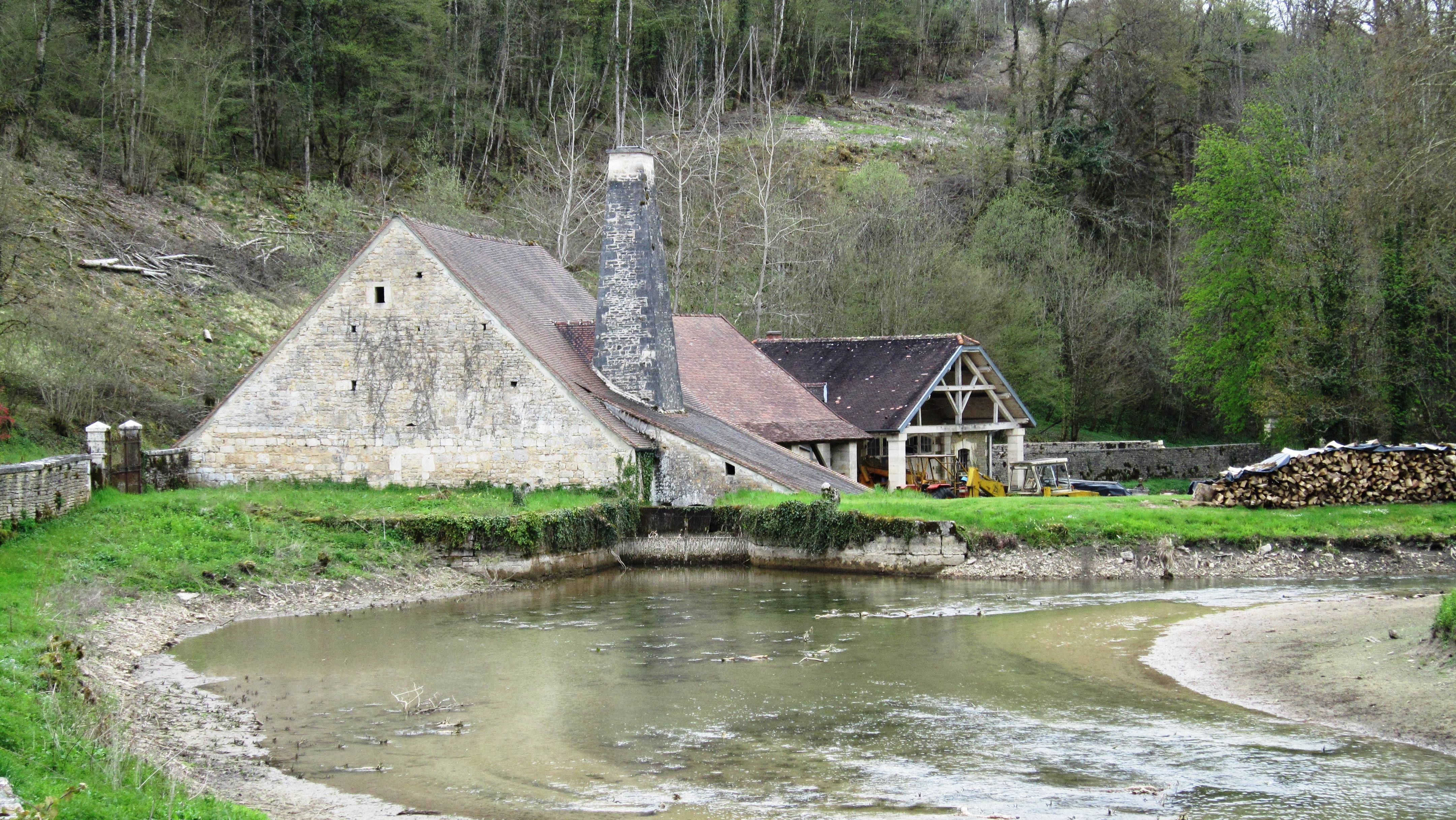
La forge d'aval de Rochefort.

Le fonctionnement des forges de Rochefort-sur-Brévon est lié aux XVIIe et XVIIIe siècles à celui des hauts fourneaux de Maisey-le-Duc et de Nod-sur-Seine. Ne pouvant concurrencer les usines à l'anglaise, elles cessent toute activité dès 1839. Les bâtiments de deux anciennes forges remontant à la première moitié du XVIIe siècle sont en cours de restauration. La forge d’amont se situe au centre du village près du pont qui traverse l'étang et la forge d’aval en partie basse du parc du château. Les bâtiments sont inscrits à l'inventaire des monuments historiques par arrêté du 7 juin 1994.

### Sainte-Colombe-sur Seine

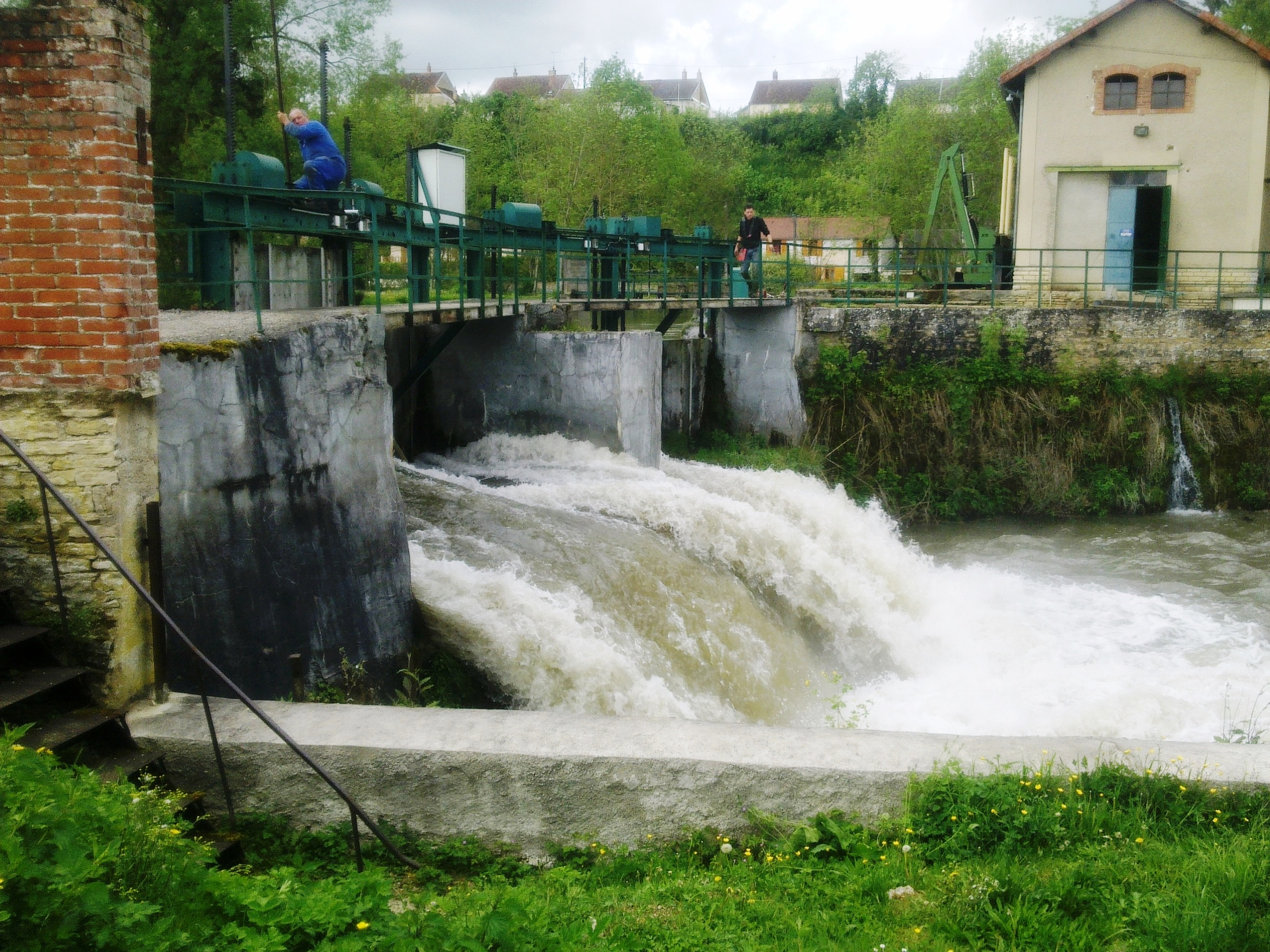
Les vannes du bief de Sainte-Colombe.

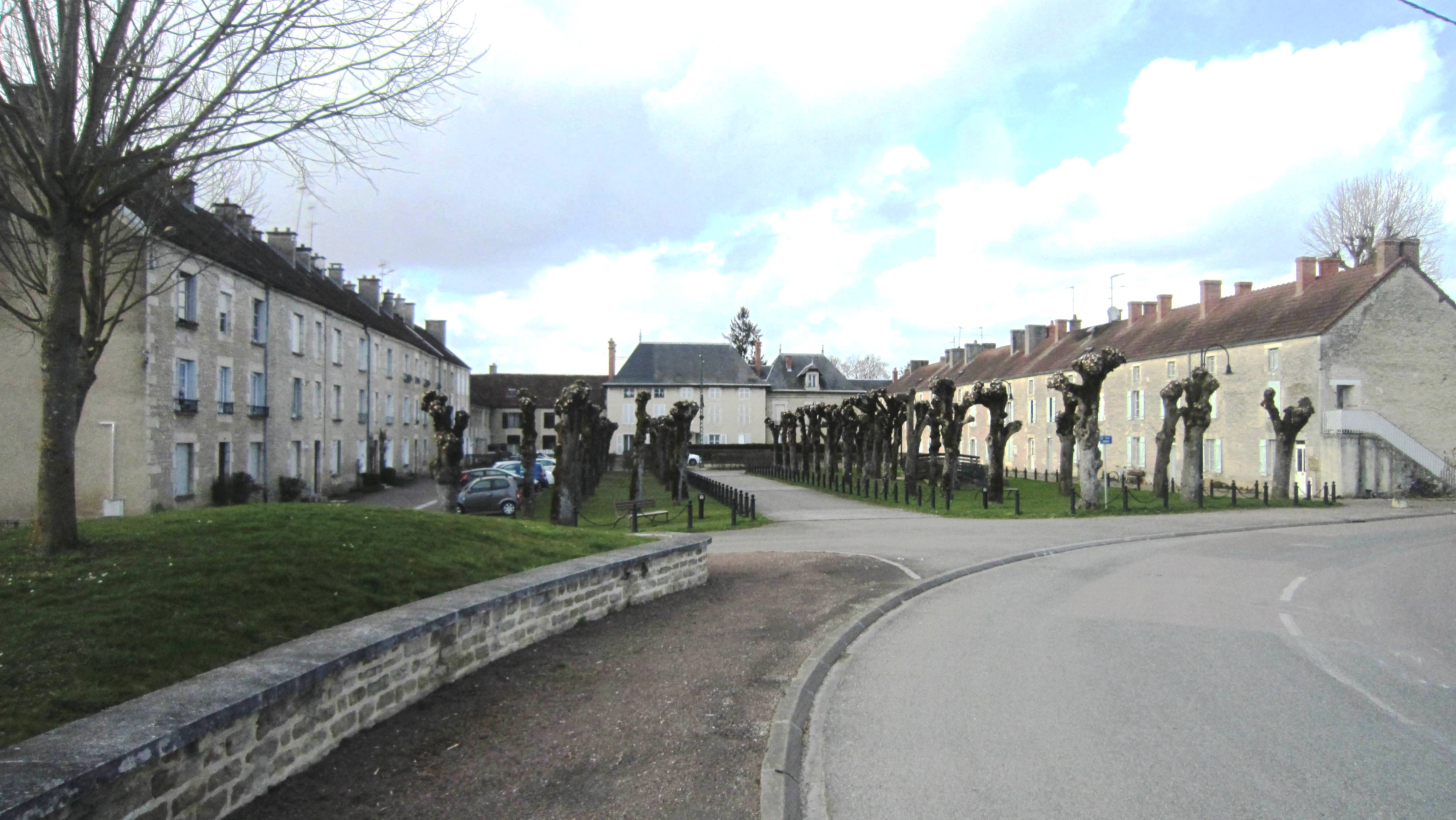
Le cours Marmont.

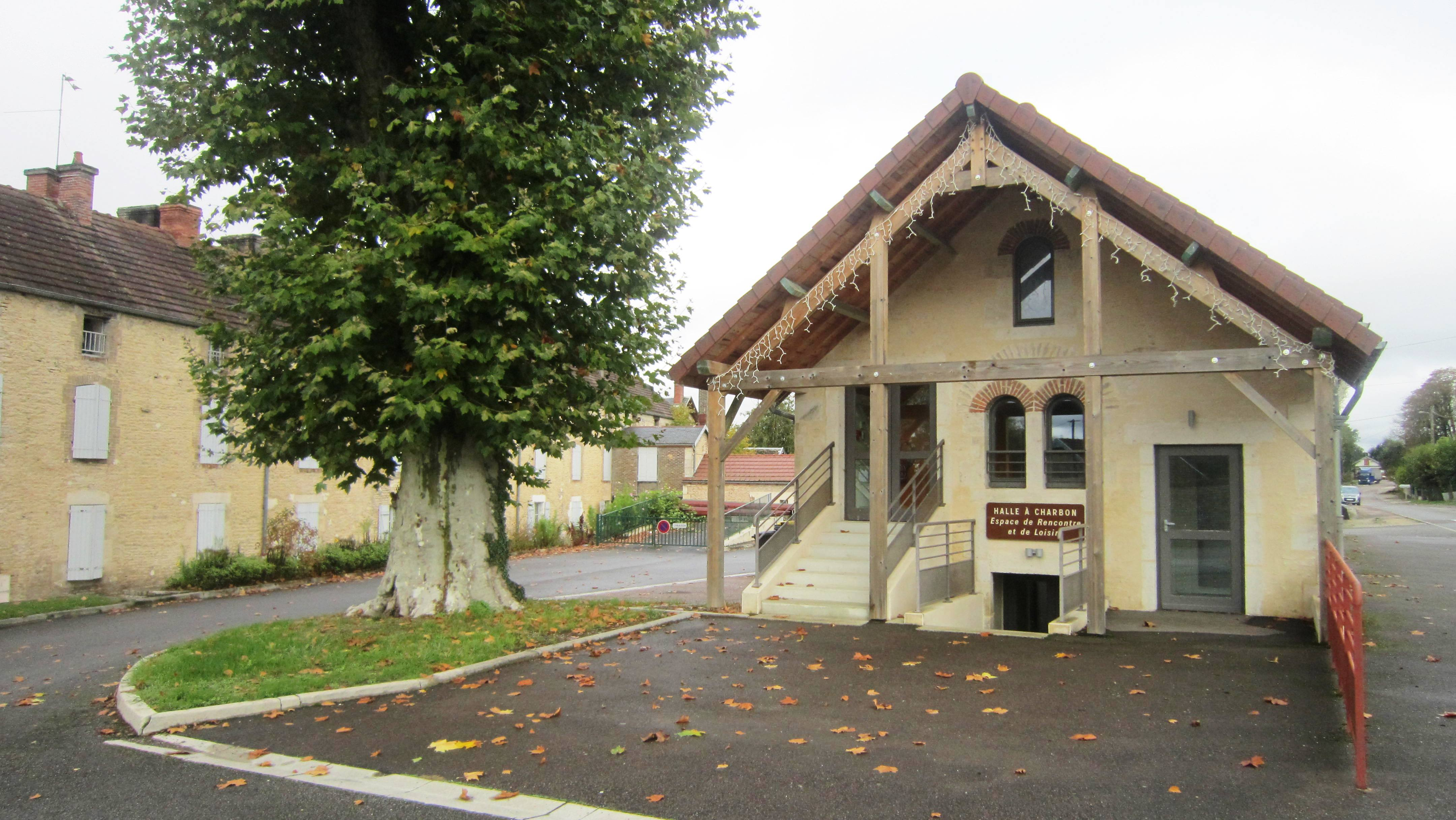
L'ancienne halle à charbon de Sainte-Colombe.

En 1776 un haut fourneau est édifié à Sainte-Colombe-sur-Seine où une forge est identifiée dès le début du XVIIe siècle. En 1822, le maréchal Marmont, châtelain de Châtillon-sur-Seine, modernise la fonderie "à l'anglaise" en remplaçant le bois par la houille dans les fourneaux et la revend deux ans plus tard. Vers 1847, celle-ci dépend d'un regroupement de maîtres de forges du Châtillonnais et de l'Allier : la société Bouguéret, Martenot et Cie. Grâce à la force hydraulique fournie par une turbine alimentée par la chute artificielle d'un bief de retenue creusé sur la Seine, la production annuelle de fer avoisine 16 000 tonnes en 1852. L'usine emploie alors 700 permanents et 500 intérimaires au service des hauts fourneaux.  
Avec l'épuisement du minerai de fer local, ceux-ci s'éteignent en 1869. À cette date, l'usine qui dépend depuis sept ans de la compagnie des forges de Châtillon-Commentry et Neuves-Maisons créée en 1862 réussit sa reconversion avec de nouvelles technologies et le bourg atteint son pic de population dans les années 1880. En 1920, après l'abandon de la forge Marmont, une autre usine s'implante près de la nouvelle voie de chemin de fer. Pointerie-grillagerie jusqu’en 1950, elle se spécialise ensuite dans les câbles précontraints pour le bâtiment. Dans les années 1970, l’usine emploie encore 600 personnes jusqu'à la fusion des Forges avec le groupe Usinor en 1979. Repris depuis par le groupe ArcelorMittal en juin 2006 lors de la fusion des deux groupes, le site ne compte plus qu’une cinquantaine de salariés et une quinzaine d’intérimaires.
La cour Marmont qui regroupe des logements ouvriers autour de l'ancienne maison du directeur ainsi que de nombreuses maisons ouvrières avec leur jardin potager, leur coopérative et un dispensaire longtemps confié à des religieuses sont un témoignage bien préservé de l'architecture d'une cité industrielle du XIXe siècle. Mais il ne subsiste de l'usine "Marmont" que la halle à charbon, un imposant bief et ses déversoirs. Un parcours pédestre valorise ce patrimoine avec des panneaux explicatifs sur les forges anciennes, l'usine actuelle, la faune et la flore ainsi que des postes d'observation. Un imposant viaduc sur la Seine témoigne de cette ancienne activité ferroviaire liée à l'industrie.

### Vanvey
Vanvey accueillait un complexe de fonderies associées à deux forges distinctes situées sur l'Ource : "la forge du haut" en amont servant à fabriquer fers et filières pour la tréfilerie et une en aval au lieu-dit « la forge ». Il n'en reste que les maisons ouvrières, celles du haut étant les mieux conservées.
En 1830, ces forges sont acquises par le consortium Bazile-Louis Maître à l'origine de Compagnie des forges de Châtillon-Commentry et Neuves-Maisons. Après l'arrêt de la fabrication du fer le site abrite encore une usine de fabrication de machines agricoles jusqu'au début du XXe siècle.